# سد بوستان
سد بوستان (قبلا گلستان ۲)، یک سد از نوع خاکی همگن در ۱۰ کیلومتری شمال شهر کلاله در استان گلستان است که بر روی رودخانه گرگان رود قرار دارد. این سد پس از سیل تاریخی و فاجعه بار مرداد ۱۳۸۰ در استان گلستان ساخته شد که در اثر آن مخزن سد گلستان ۱ که در پایین‌تر از سد فعلی قرار داشت تقریباً پر شد.
بر اساس آخرین آمار از مهر ۱۴۰۴، برخی از سدهای مهم کشور - سد شمیل و نیان استان هرمزگان، رودبال داراب استان فارس، و سد وشمگیر، سد گاستان و سد بوستان استان گلستان صفر شده است.

## مشخصات سد
سد بوستان از نوع خاکی همگن دارای حداکثر ۳۵ متر ارتفاع، ۶۶۵ متر طول تاج است. این سد در سال ۱۳۸۳ با حجم مخزن ۴۱ میلیون مترمکعب آبگیری و بهره‌برداری شد.
تا سال ۱۳۹۴ به دلیل آورد رسوبات به دریاچه سد حجم مخزن این سد به حدود ۳۶ میلیون متر مکعب کاهش یافت. بخش اعظم مخزن سد گلستان که قبل از این سد در پایین دست ساخته شده بود به دلیل رسوبات گرگان رود در سیل ۱۳۸۰ پر شد.

## اهداف ساخت سد
- کنترل سیل‌های گرگان رود و تأمین امنیت مناطق مسکونی پایین دست.
- توسعه اراضی زراعی به وسعت چهار هزار و ۲۰۰ هکتار در ساحل راست گرگانرود با ایجاد شبکه آبیاری و زهکشی است. (محقق شده حدود ۳۶۰۰ هکتار)
- تأمین آب صنعت منطقه[۵]

## نگارخانه
.